# Régiment d'Austrasie
Le régiment d'Austrasie est un régiment d'infanterie du royaume de France, créé en 1558 sous le nom de légion de Champagne, devenue sous la Révolution le 8e régiment d'infanterie de ligne.

## Création et différentes dénominations
- 25 mars 1776 : création du régiment de Ponthieu à partir des 1er et 3e bataillons du régiment de Champagne
- 31 mars 1776 : renommé régiment d’Austrasie
- 1er janvier 1791 : renommé 8e régiment d'infanterie de ligne
- 29 juin 1794 : 
  - le 1er bataillon du 8e régiment d'infanterie (ci-devant Austrasie) qui devait former le noyau de la 15e demi-brigade de première formation n'est pas amalgamé
  - le 2e bataillon est amalgamé pour former la 16e demi-brigade de première formation.
- 17 octobre 1796 : le 1er bataillon du 8e régiment d'infanterie (ci-devant Austrasie) est amalgamé pour former la 27e demi-brigade de deuxième formation.

## Équipement

### Drapeaux

Drapeaux d’Ordonnance
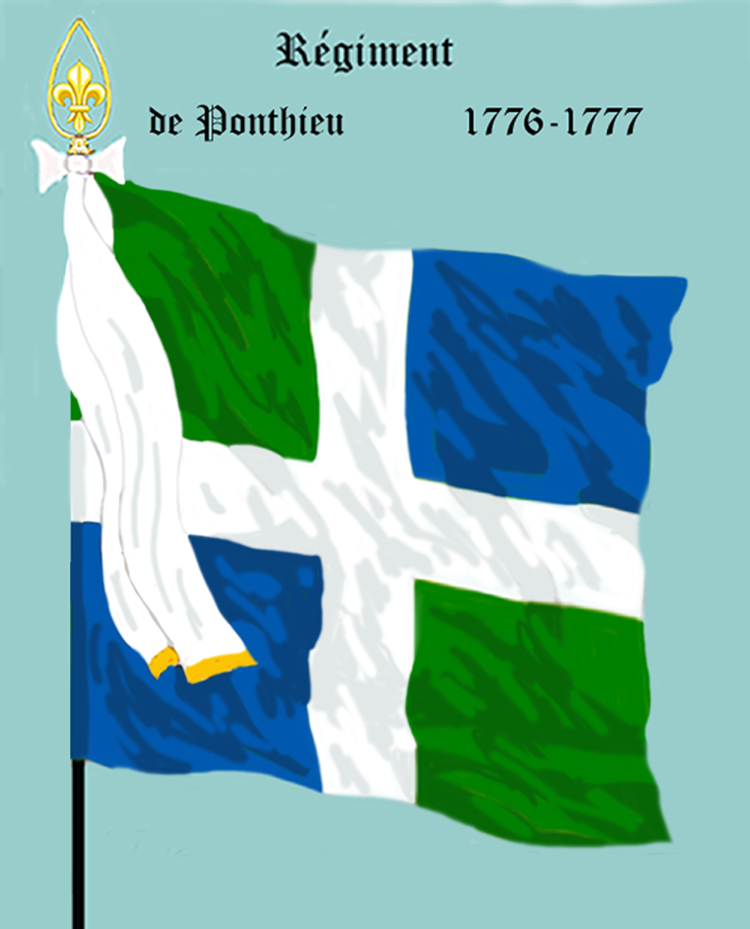
régiment de Ponthieu en 1776
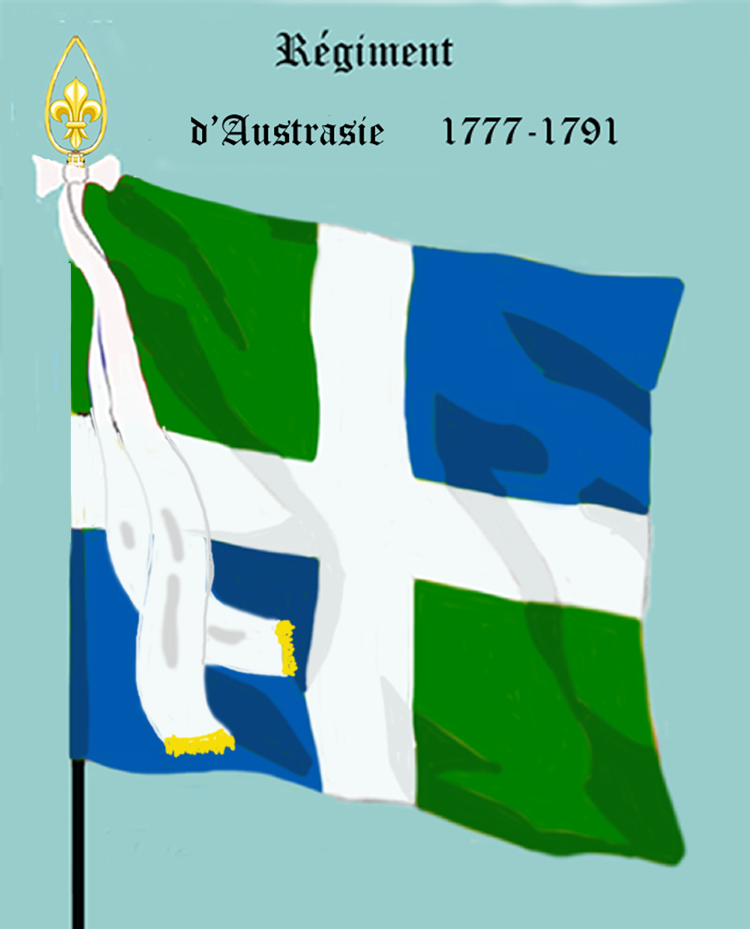
régiment d’Austrasie de 1776 à 1791
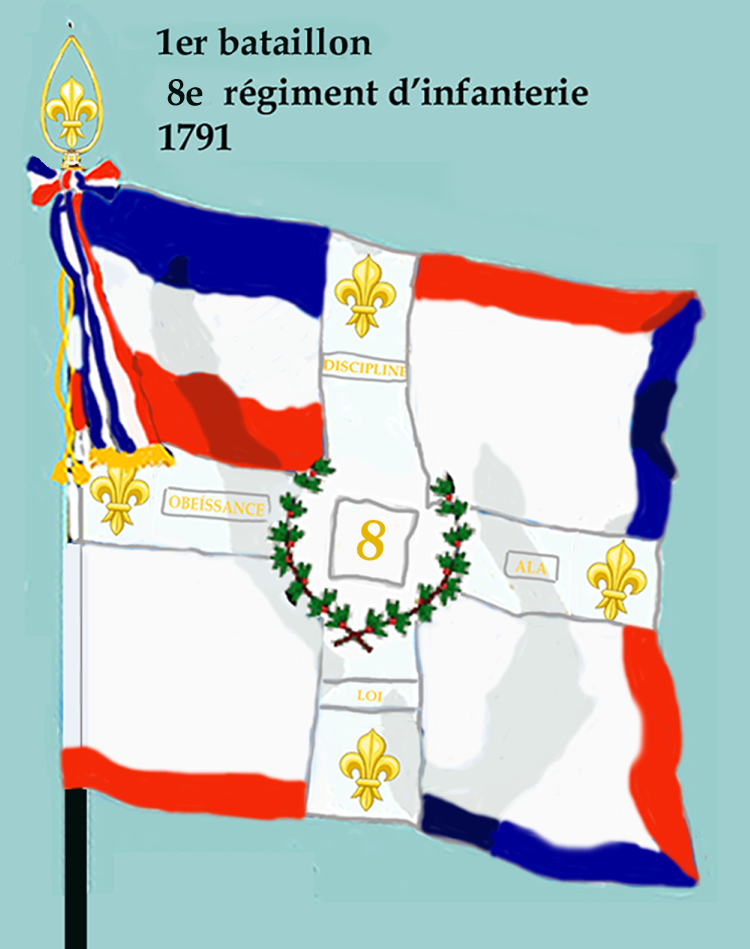
1er bataillon du 8e régiment d’infanterie en 1791 ; 4 lys sur la croix blanche
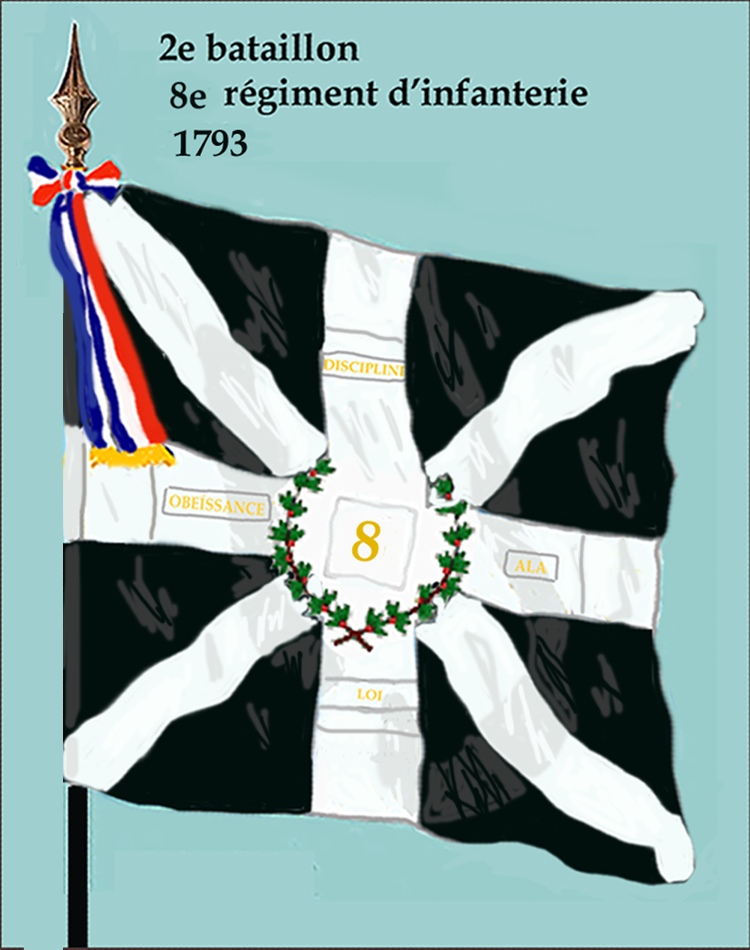
2e bataillon du 8e régiment d’infanterie en 1793

### Habillement

Uniformes
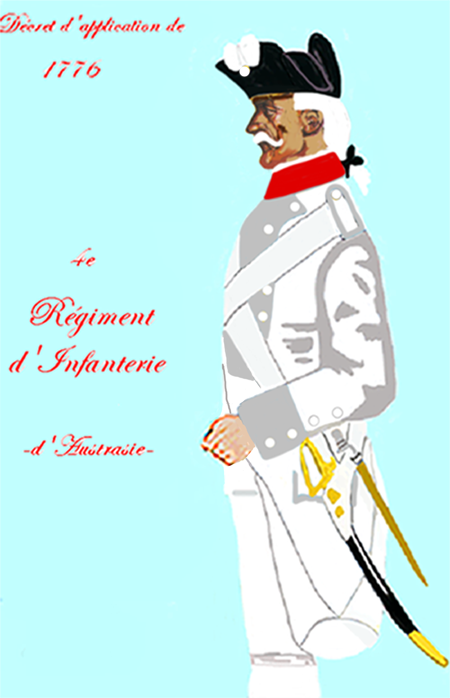
de 1777 à 1779
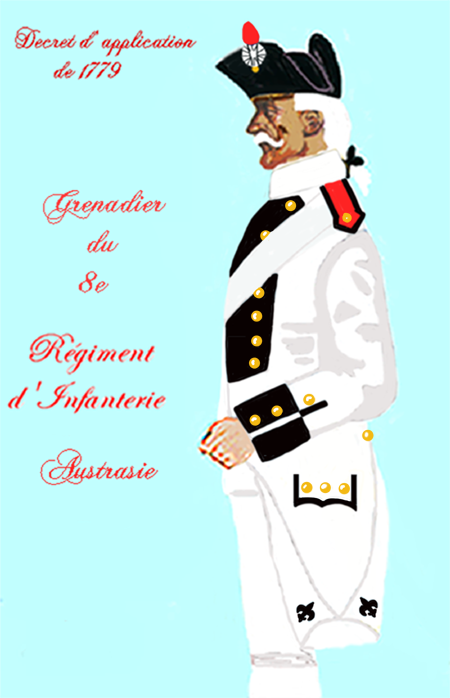
régiment d’Austrasie de 1779 à 1791
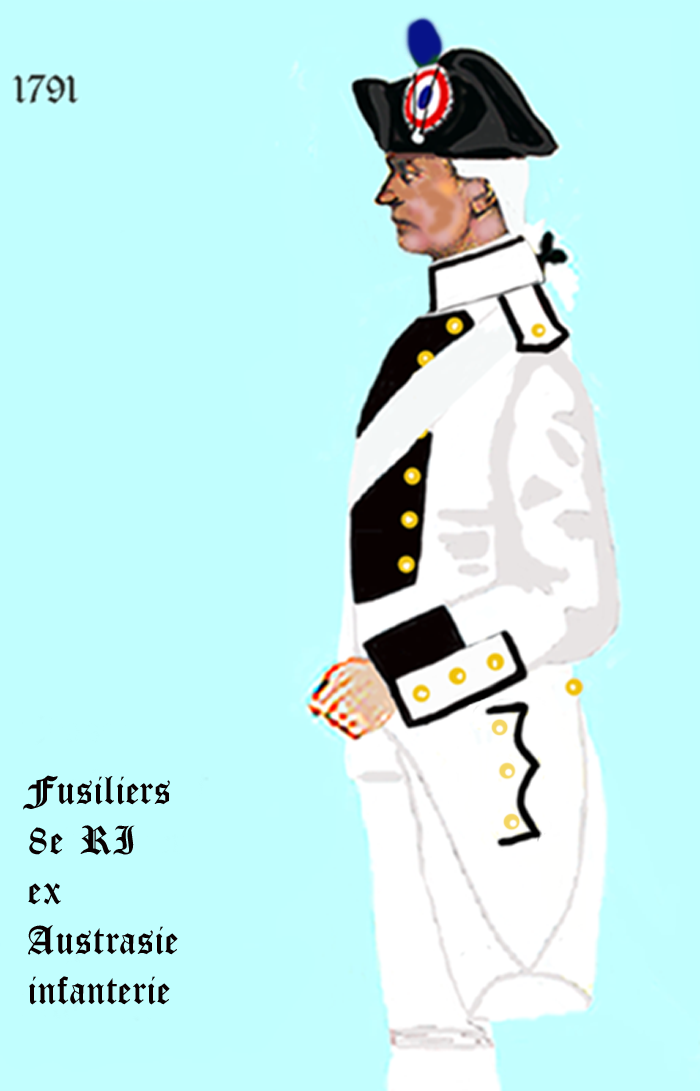
8e régiment d’infanterie de ligne de 1791 à 1796

## Historique

### Colonels et mestres de camp
- 18 avril 1776 : Roch-Hyacinthe, vicomte du Hautoy
- 8 avril 1779 : Charles, comte d’Hoffelize
- 11 novembre 1784 : Charles, marquis de Biencourt de Fortilesse
- 10 mars 1788 : Louis Joseph Jean-Baptiste Dulac de Boëssière Chambors
- 25 juillet 1791 : Jean Marc, chevalier de Chalup
- 1er juillet 1792 : Robon Antoine Marie Le Couturier d’Armenonville
- 8 mars 1793 : Jean Henri Tugnot

### Campagnes et batailles
Il était présent à Grenoble lors de la Journée des Tuiles en 1788.
Le 8e régiment d’infanterie de ligne a fait les campagnes de 1792 et 1793 à l’armée des Ardennes ; 1794 aux armées de Moselle et de l’Ouest.